# گرهارت نیف
گرهارت نیف (انگلیسی: Gerhardt Neef; ۳۰ اکتبر ۱۹۴۶ – ۲۳ فوریهٔ ۲۰۱۰) بازیکن فوتبال اهل آلمان بود.
از باشگاه‌هایی که در آن بازی کرده‌است می‌توان به باشگاه فوتبال نورنبرگ و باشگاه فوتبال رنجرز اشاره کرد.